# Hasan Mammadov
Hasan Mammadov (en azerí: Həsən Məmmədov) fue actor de cine y de teatro de Azerbaiyán, Artista del pueblo de la RSS de Azerbaiyán (1982).

## Biografía
Hasan Mammadov nació el 22 de noviembre de 1938 en Salyan. En 1956 se graduó de secundaria y ingresó a la facultad de Matemáticas y Física de la Universidad Estatal de Bakú. En el segundo curso dejó la universidad. En 1962 se graduó de la Universidad Estatal de Cultura y Arte de Azerbaiyán. Desde 1962 hasta 1972 empezó a trabajar en el Teatro Académico Estatal de Drama de Azerbaiyán, desde 1972 hasta 1997 en la compañía de producción de cine, Azerbaijanfilm. Se le concedió el título de Artista de Honor de la RSS de Azerbaiyán en 1971 y de Artista del Pueblo de la RSS de Azerbaiyán en 1982.
Hasan Mammadov murió el 26 de agosto de 2003 en Bakú y fue enterrado en el Segundo Callejón de Honor.

## Filmografía
- 1962 – “Gran apoyo”
- 1965 – “Arshin mal alan”[3]
- 1965 – “En la ciudad del sur”
- 1970 – “Sevil”
- 1970 – “Mis siete hijos”
- 1971 – “La última pasada”
- 1971 – “El día pasó”
- 1972 - “Flamenco, pájaro rosa”
- 1975 – “Dede Gorgud”
- 1975 – “Las manzanas son similares”
- 1977 – “Hacia volcán”
- 1978 – “Entre fuego”
- 1979 – “Babek”
- 1979 – “Perdónanos”
- 1979 – “Investigación”
- 1980 – “Quiero entender”
- 1980 – “Me espera”
- 1983 – “Quiero casarme”
- 1987 – “Otra vida”
- 1989 - “Perdoname, si muero”
- 1989 – “Las orillas nativas”
- 1993 – “Tahmina”
- 1994 – “Mi ciudad blanca”
- 1996 – “Otro tiempo”
- 2001 –“Sueño”, etc.

## Premios y títulos
- Artista de Honor de la RSS de Azerbaiyán (1971)
- Premio Estatal de la Unión Soviética (1981)
- Artista del Pueblo de la RSS de Azerbaiyán (1982)
- Premio Estatal de la RSS de Azerbaiyán (1986)
- Orden Shohrat (1998)